# Tiago Ribeiro
Tiago Manuel Fernandes Ribeiro (* 15. Juni 1992 in Zürich) ist ein Schweizer ehemaliger Fussballspieler, der auch die portugiesische Staatsbürgerschaft besitzt.

## Karriere

### Verein
Ribeiro begann seine Karriere in der Jugend des Grasshopper Club Zürich und wechselte 2007 nach Portugal und spielte hier für die Nachwuchsmannschaften von Benfica Lissabon und Sporting Braga.
Im Seniorenbereich spielte er 2011/12 für den FC Vizela und wechselte danach zu Sporting Braga, wo er in der ersten Mannschaft jedoch nicht eingesetzt wurde. Für die zweite Mannschaft bestritt er 21 Spiele. 2013 wechselte er zurück zum Grasshopper Club Zürich und kam auch hier nur im Reserveteam zum Einsatz. 2014 wechselte er dann zum indischen Verein Mumbai City FC und nach einem halben Jahr weiter zu Os TF in Norwegen.
2015 kehrte er zurück in seine Heimat und spielte zwei Jahre für den FC Dietikon und anschließend beim FC Freienbach. Im Sommer 2018 sollte dann der Wechsel zum luxemburgischen Erstligisten RM Hamm Benfica folgen, jedoch blieb er am Ende weiterhin in der Schweiz.

### Nationalmannschaft
Von 2007 bis 2010 bestritt Ribeiro insgesamt 20 Länderspiele (1 Tor) für verschiedene Jugendnationalmannschaften Portugals.